# Плавание на летних Олимпийских играх 1896 — 1200 метров вольным стилем
Соревнования по плаванию на 1200 метров вольным стилем среди мужчин на летних Олимпийских играх 1896 прошли 11 апреля. Приняли участие девять спортсменов.

## Призёры
| Золото                | Серебро               | Бронза                   |
| Альфред Хайош Венгрия | Иоаннис Андреу Греция | Эфстатиос Хорафас Греция |

## Соревнование
| Место | Спортсмен                      | Результат  |
| ----- | ------------------------------ | ---------- |
| 1     | Альфред Хайош (HUN)            | 18:22,2    |
| 2     | Иоаннис Андреу (GRE)           | 21:03,4    |
| 3     | Эфстатиос Хорафас (GRE)        | Неизвестен |
| 4-8   | Н. Картавас (GRE)              | Неизвестен |
| 4-8   | Гарднер Уильямс (USA)          | Неизвестен |
| 4-8   | 3 неизвестных спортсмена (GRE) | Неизвестен |
| —     | Пауль Нойман (AUT)             | DNF        |